# Llista de topònims d'Alàs i Cerc
Llista de topònims (noms propis de lloc) del municipi d'Alàs i Cerc, a l'Alt Urgell
Informació actualitzada per un bot. Els canvis manuals es perdran quan s'actualitzi!

## borda
| imatge | Nom                          | Ubicat a             | instància de | Detalls | coordenades                                                         | Protecció | Commons (més fotos) | Dades a WD                    |
| ------ | ---------------------------- | -------------------- | ------------ | ------- | ------------------------------------------------------------------- | --------- | ------------------- | ----------------------------- |
|        | Barraca dels Collets         | Alàs i Cerc          | borda        |         | 42° 21′ 13″ N, 1° 32′ 48″ E / 42.3535627433458°N,1.54662101429305°E |           |                     | Modifica les dades a Wikidata |
|        | Borda Paulet                 | Alàs i Cerc          | borda        |         | 42° 21′ 08″ N, 1° 29′ 49″ E / 42.3522454459075°N,1.49684678320275°E |           |                     | Modifica les dades a Wikidata |
|        | Borda Traver                 | Alàs i Cerc          | borda        |         | 42° 21′ 20″ N, 1° 32′ 09″ E / 42.355604053391°N,1.535717131478°E    |           |                     | Modifica les dades a Wikidata |
|        | Cortal Serrador              | Alàs i Cerc          | borda        |         | 42° 20′ 25″ N, 1° 32′ 06″ E / 42.3403931923816°N,1.53506434326021°E |           |                     | Modifica les dades a Wikidata |
|        | borda d'en Font              | Alàs i Cerc          | borda        |         | 42° 21′ 26″ N, 1° 31′ 21″ E / 42.3571704629905°N,1.52238644821363°E |           |                     | Modifica les dades a Wikidata |
|        | borda del Rof                | Alàs i Cerc          | borda        |         | 42° 19′ 43″ N, 1° 28′ 12″ E / 42.3284822797049°N,1.46986193903624°E |           |                     | Modifica les dades a Wikidata |
|        | cortal d'en Pauet            | Alàs i Cerc          | borda        |         | 42° 21′ 13″ N, 1° 32′ 12″ E / 42.3536054757167°N,1.5365301856419°E  |           |                     | Modifica les dades a Wikidata |
|        | cortal d'en Peret d'en Vila  | Alàs i Cerc          | borda        |         | 42° 21′ 17″ N, 1° 32′ 22″ E / 42.354750202705°N,1.5393795318524°E   |           |                     | Modifica les dades a Wikidata |
|        | cortal d'en Simon            | Alàs i Cerc          | borda        |         | 42° 20′ 20″ N, 1° 32′ 14″ E / 42.3388537557783°N,1.5372244030818°E  |           |                     | Modifica les dades a Wikidata |
|        | cortal de la Costa en Reboll | Alàs i Cerc          | borda        |         | 42° 21′ 03″ N, 1° 31′ 36″ E / 42.3507953557953°N,1.52666383681063°E |           |                     | Modifica les dades a Wikidata |
|        | cortal del Camp del Joan     | Alàs i Cerc          | borda        |         | 42° 20′ 22″ N, 1° 32′ 01″ E / 42.3394843459751°N,1.53371372719829°E |           |                     | Modifica les dades a Wikidata |
|        | cortal del Coll              | Alàs i Cerc          | borda        |         | 42° 18′ 37″ N, 1° 28′ 00″ E / 42.3103822739586°N,1.4666240682244°E  |           |                     | Modifica les dades a Wikidata |
|        | cortal del Neguí             | Alàs i Cerc          | borda        |         | 42° 20′ 06″ N, 1° 32′ 18″ E / 42.3349219638379°N,1.53822590704967°E |           |                     | Modifica les dades a Wikidata |
|        | cortal del Ramon             | Alàs i Cerc          | borda        |         | 42° 17′ 48″ N, 1° 27′ 32″ E / 42.2967680920182°N,1.45876615357787°E |           |                     | Modifica les dades a Wikidata |
|        | cortal del Torner            | Alàs i Cerc          | borda        |         | 42° 20′ 29″ N, 1° 31′ 58″ E / 42.3413742343215°N,1.53290502190973°E |           |                     | Modifica les dades a Wikidata |
|        | cortal del Viudo             | Alàs i Cerc          | borda        |         | 42° 19′ 04″ N, 1° 28′ 24″ E / 42.3178463522813°N,1.47323836538011°E |           |                     | Modifica les dades a Wikidata |
|        | cortals de Banat             | Alàs i Cerc          | borda        |         | 42° 20′ 24″ N, 1° 31′ 53″ E / 42.3399504722171°N,1.53143286920541°E |           |                     | Modifica les dades a Wikidata |
|        | cortals de Santa Maria       | Alàs i Cerc          | borda        |         | 42° 21′ 03″ N, 1° 31′ 11″ E / 42.3507074828949°N,1.51984251134332°E |           |                     | Modifica les dades a Wikidata |
|        | cortals del Riu              | Alàs i Cerc Arsèguel | borda        |         | 42° 20′ 47″ N, 1° 33′ 54″ E / 42.3464196607251°N,1.56509337023823°E |           |                     | Modifica les dades a Wikidata |
|        | paller del Marquet           | Alàs i Cerc          | borda        |         | 42° 19′ 36″ N, 1° 28′ 20″ E / 42.3266307633277°N,1.47216422413942°E |           |                     | Modifica les dades a Wikidata |

## castell
| imatge | Nom               | Ubicat a    | instància de | Detalls                      | coordenades                                               | Protecció                      | Commons (més fotos)             | Dades a WD                    |
| ------ | ----------------- | ----------- | ------------ | ---------------------------- | --------------------------------------------------------- | ------------------------------ | ------------------------------- | ----------------------------- |
|        | Castell de Banat  | Alàs i Cerc | castell      | Estil: arquitectura romànica | 42° 20′ 13″ N, 1° 32′ 05″ E / 42.337°N,1.53469°E          | bé cultural d'interès nacional |                                 | Modifica les dades a Wikidata |
|        | Castell de Torres | Alàs i Cerc | castell      |                              | 42° 21′ 29″ N, 1° 31′ 38″ E / 42.3581°N,1.5272°E 912 msnm |                                | Castell de Torres (Alàs i Cerc) | Modifica les dades a Wikidata |

## entitat singular de població
| imatge | Nom                  | Ubicat a    | instància de                                   | Detalls | coordenades                                                    | Protecció | Commons (més fotos)  | Dades a WD                    |
| ------ | -------------------- | ----------- | ---------------------------------------------- | ------- | -------------------------------------------------------------- | --------- | -------------------- | ----------------------------- |
|        | Alàs                 | Alàs i Cerc | entitat singular de població capital municipal | 195 hab | 42° 21′ 07″ N, 1° 30′ 30″ E / 42.351828°N,1.508312°E 768 msnm  |           | Alàs                 | Modifica les dades a Wikidata |
|        | Artedó               | Alàs i Cerc | entitat singular de població                   | 34 hab  | 42° 20′ 08″ N, 1° 30′ 50″ E / 42.335661°N,1.513975°E 1140 msnm |           | Artedó               | Modifica les dades a Wikidata |
|        | Cerc                 | Alàs i Cerc | entitat singular de població                   | 27 hab  | 42° 20′ 23″ N, 1° 29′ 35″ E / 42.3397°N,1.49315°E 850 msnm     |           | Cerc                 | Modifica les dades a Wikidata |
|        | Torres d'Alàs        | Alàs i Cerc | entitat singular de població                   | 12 hab  | 42° 21′ 28″ N, 1° 31′ 39″ E / 42.357875°N,1.527442°E 887 msnm  |           | Torres d'Alàs        | Modifica les dades a Wikidata |
|        | Vilanova de Banat    | Alàs i Cerc | entitat singular de població                   | 17 hab  | 42° 20′ 32″ N, 1° 33′ 11″ E / 42.342125°N,1.553072°E 1262 msnm |           | Vilanova de Banat    | Modifica les dades a Wikidata |
|        | el Ges               | Alàs i Cerc | entitat singular de població                   | 15 hab  | 42° 19′ 01″ N, 1° 29′ 49″ E / 42.3169°N,1.49705°E 1135 msnm    |           |                      | Modifica les dades a Wikidata |
|        | la Bastida d'Hortons | Alàs i Cerc | entitat singular de població                   | 25 hab  | 42° 19′ 41″ N, 1° 28′ 19″ E / 42.328043°N,1.471892°E 965 msnm  |           | La Bastida d'Hortons | Modifica les dades a Wikidata |

## església
| imatge | Nom                                  | Ubicat a    | instància de    | Detalls                                          | coordenades                                                                                     | Protecció                                  | Commons (més fotos)                  | Dades a WD                    |
| ------ | ------------------------------------ | ----------- | --------------- | ------------------------------------------------ | ----------------------------------------------------------------------------------------------- | ------------------------------------------ | ------------------------------------ | ----------------------------- |
|        | Mare de Déu de Sagàs                 | Alàs i Cerc | església        | Estil: arquitectura popular                      | 42° 18′ 01″ N, 1° 27′ 47″ E / 42.300338°N,1.463052°E ca:A ponent de la masia de Sagàs 1022 msnm | bé integrant del patrimoni cultural català |                                      | Modifica les dades a Wikidata |
|        | Mare de Déu de les Peces             | Alàs i Cerc | església        | Estil: arquitectura romànica                     | 42° 21′ 06″ N, 1° 31′ 05″ E / 42.35152778°N,1.51805556°E                                        | bé cultural d'interès local                | Santa Maria de les Peces             | Modifica les dades a Wikidata |
|        | Sant Antoni del Tossal               | Alàs i Cerc | església ermita | Estil: modernisme català arquitectura modernista | 42° 20′ 38″ N, 1° 29′ 09″ E / 42.344°N,1.4857°E                                                 | bé cultural d'interès local                | Sant Antoni del Tossal               | Modifica les dades a Wikidata |
|        | Sant Esteve d'Alàs                   | Alàs i Cerc | església        | Estil: arquitectura romànica                     | 42° 21′ 06″ N, 1° 30′ 30″ E / 42.351664°N,1.508366°E                                            | bé cultural d'interès local                | Sant Esteve d'Alàs                   | Modifica les dades a Wikidata |
|        | Sant Esteve de Lletó                 | Alàs i Cerc | església        | Estil: arquitectura popular                      | 42° 19′ 04″ N, 1° 32′ 50″ E / 42.317659°N,1.547085°E                                            | bé integrant del patrimoni cultural català |                                      | Modifica les dades a Wikidata |
|        | Sant Julià del Ges                   | Alàs i Cerc | església        | Estil: arquitectura popular                      | 42° 19′ 00″ N, 1° 29′ 49″ E / 42.3167°N,1.49703°E                                               | bé cultural d'interès local                | Sant Julià del Ges                   | Modifica les dades a Wikidata |
|        | Sant Just i Sant Pastor de Cerc      | Alàs i Cerc | església        | Estil: arquitectura romànica                     | 42° 20′ 24″ N, 1° 29′ 38″ E / 42.340061°N,1.493994°E                                            | bé cultural d'interès local                | Sant Just i Sant Pastor de Cerc      | Modifica les dades a Wikidata |
|        | Sant Miquel del mas Sant Miquel      | Alàs i Cerc | església        |                                                  | 42° 20′ 37″ N, 1° 30′ 47″ E / 42.34371°N,1.5131°E                                               | bé integrant del patrimoni cultural català | Sant Miquel del mas de Sant Miquel   | Modifica les dades a Wikidata |
|        | Sant Pere de Torres d'Alàs           | Alàs i Cerc | església        | Estil: arquitectura popular                      | 42° 21′ 30″ N, 1° 31′ 33″ E / 42.358289°N,1.525877°E                                            | bé cultural d'interès local                |                                      | Modifica les dades a Wikidata |
|        | Sant Romà de Banat                   | Banat       | església        | Estil: arquitectura romànica 12nd century        | 42° 20′ 40″ N, 1° 31′ 35″ E / 42.344383°N,1.526499°E 1118 msnm                                  | bé integrant del patrimoni cultural català | Sant Romà de Banat                   | Modifica les dades a Wikidata |
|        | Sant Vicenç d'Artedó                 | Alàs i Cerc | església        | Estil: arquitectura popular                      | 42° 20′ 08″ N, 1° 30′ 52″ E / 42.335585°N,1.514342°E                                            | bé cultural d'interès local                | Sant Vicenç d'Artedó                 | Modifica les dades a Wikidata |
|        | Santa Cecília de Vilanova de Banat   | Alàs i Cerc | església        | Estil: arquitectura popular                      | 42° 20′ 31″ N, 1° 33′ 08″ E / 42.341839°N,1.552213°E                                            | bé cultural d'interès local                | Santa Cecília de Vilanova de Banat   | Modifica les dades a Wikidata |
|        | Santa Coloma de la Bastida           | Alàs i Cerc | església        | Estil: arquitectura popular                      | 42° 19′ 56″ N, 1° 28′ 07″ E / 42.33211°N,1.468683°E                                             | bé cultural d'interès local                | Santa Coloma de la Bastida           | Modifica les dades a Wikidata |
|        | Santa Coloma de la Bastida d'Hortons | Alàs i Cerc | església        | Estil: arquitectura popular                      | 42° 19′ 40″ N, 1° 28′ 19″ E / 42.327891°N,1.471971°E                                            | bé integrant del patrimoni cultural català | Santa Coloma de la Bastida d'Hortons | Modifica les dades a Wikidata |

## font
| imatge | Nom                  | Ubicat a    | instància de | Detalls | coordenades                                                         | Protecció | Commons (més fotos) | Dades a WD                    |
| ------ | -------------------- | ----------- | ------------ | ------- | ------------------------------------------------------------------- | --------- | ------------------- | ----------------------------- |
|        | font de les Ordigues | Alàs i Cerc | font         |         | 42° 19′ 14″ N, 1° 32′ 12″ E / 42.320491944428°N,1.5365317108868°E   |           |                     | Modifica les dades a Wikidata |
|        | font del Noguer      | Alàs i Cerc | font         |         | 42° 20′ 38″ N, 1° 31′ 42″ E / 42.3438291848889°N,1.5284047228965°E  |           |                     | Modifica les dades a Wikidata |
|        | font dels Salzes     | Alàs i Cerc | font         |         | 42° 20′ 43″ N, 1° 32′ 35″ E / 42.3453315295745°N,1.54308361638256°E |           |                     | Modifica les dades a Wikidata |

## masia
| imatge | Nom                 | Ubicat a         | instància de | Detalls | coordenades                                                         | Protecció | Commons (més fotos) | Dades a WD                    |
| ------ | ------------------- | ---------------- | ------------ | ------- | ------------------------------------------------------------------- | --------- | ------------------- | ----------------------------- |
|        | Banat               | Alàs i Cerc      | masia        |         | 42° 20′ 40″ N, 1° 31′ 35″ E / 42.3444°N,1.5265°E                    |           | Banat (Alàs i Cerc) | Modifica les dades a Wikidata |
|        | Ca l'Andantoni      | Alàs i Cerc      | masia        |         | 42° 20′ 30″ N, 1° 33′ 07″ E / 42.3417138350502°N,1.55182263729823°E |           |                     | Modifica les dades a Wikidata |
|        | Ca l'Antona         | Alàs i Cerc      | masia        |         | 42° 18′ 26″ N, 1° 28′ 47″ E / 42.307145833346°N,1.4798170728516°E   |           |                     | Modifica les dades a Wikidata |
|        | Cal Baró            | Alàs i Cerc      | masia        |         | 42° 19′ 42″ N, 1° 28′ 41″ E / 42.3284290828869°N,1.47804351807846°E |           |                     | Modifica les dades a Wikidata |
|        | Cal Bernadó         | Alàs i Cerc      | masia        |         | 42° 20′ 30″ N, 1° 33′ 05″ E / 42.3415993560875°N,1.55131540580284°E |           |                     | Modifica les dades a Wikidata |
|        | Cal Camisó          | Alàs i Cerc      | masia        |         | 42° 19′ 41″ N, 1° 28′ 42″ E / 42.327947°N,1.478297°E                |           |                     | Modifica les dades a Wikidata |
|        | Cal Cebrià          | Alàs i Cerc      | masia        |         | 42° 19′ 33″ N, 1° 28′ 15″ E / 42.3257660458173°N,1.47080160143442°E |           |                     | Modifica les dades a Wikidata |
|        | Cal Cerc            | Alàs i Cerc      | masia        |         | 42° 20′ 28″ N, 1° 33′ 06″ E / 42.3411811103487°N,1.55171347052925°E |           |                     | Modifica les dades a Wikidata |
|        | Cal Gaspar          | Alàs i Cerc      | masia        |         | 42° 20′ 09″ N, 1° 30′ 49″ E / 42.3357667826841°N,1.51357759106679°E |           |                     | Modifica les dades a Wikidata |
|        | Cal Grabiel         | Alàs i Cerc      | masia        |         | 42° 21′ 04″ N, 1° 30′ 28″ E / 42.3512270893888°N,1.50782253460566°E |           |                     | Modifica les dades a Wikidata |
|        | Cal Marianga        | Alàs i Cerc      | masia        |         | 42° 21′ 08″ N, 1° 30′ 31″ E / 42.352336518624°N,1.50864619469938°E  |           |                     | Modifica les dades a Wikidata |
|        | Cal Marià           | Alàs i Cerc      | masia        |         | 42° 20′ 23″ N, 1° 29′ 39″ E / 42.3398004316162°N,1.49418135072714°E |           |                     | Modifica les dades a Wikidata |
|        | Cal Marquet         | Alàs i Cerc      | masia        |         | 42° 20′ 50″ N, 1° 31′ 08″ E / 42.347283006275°N,1.5189136475336°E   |           |                     | Modifica les dades a Wikidata |
|        | Cal Masover         | Alàs i Cerc      | masia        |         | 42° 20′ 27″ N, 1° 33′ 08″ E / 42.3408449652498°N,1.55219462139092°E |           |                     | Modifica les dades a Wikidata |
|        | Cal Mateu           | Alàs i Cerc      | masia        |         | 42° 20′ 08″ N, 1° 30′ 52″ E / 42.3354255712505°N,1.51435034066625°E |           |                     | Modifica les dades a Wikidata |
|        | Cal Mestre Xic      | Alàs i Cerc      | masia        |         | 42° 20′ 21″ N, 1° 29′ 35″ E / 42.3392915526524°N,1.49314953868429°E |           |                     | Modifica les dades a Wikidata |
|        | Cal Murritxol       | Alàs i Cerc      | masia        |         | 42° 20′ 45″ N, 1° 31′ 59″ E / 42.3458697662126°N,1.53303114277475°E |           |                     | Modifica les dades a Wikidata |
|        | Cal Naixet          | Alàs i Cerc      | masia        |         | 42° 21′ 05″ N, 1° 30′ 19″ E / 42.3513655735504°N,1.50531813802428°E |           |                     | Modifica les dades a Wikidata |
|        | Cal Pei             | Alàs i Cerc      | masia        |         | 42° 18′ 58″ N, 1° 33′ 17″ E / 42.316221192727°N,1.5548324456831°E   |           |                     | Modifica les dades a Wikidata |
|        | Cal Peremarte       | Alàs i Cerc      | masia        |         | 42° 21′ 02″ N, 1° 30′ 20″ E / 42.3504875475612°N,1.50566675754941°E |           |                     | Modifica les dades a Wikidata |
|        | Cal Peretó          | Alàs i Cerc      | masia        |         | 42° 20′ 24″ N, 1° 29′ 40″ E / 42.3399209773648°N,1.49444553515425°E |           |                     | Modifica les dades a Wikidata |
|        | Cal Perot           | Alàs i Cerc      | masia        |         | 42° 20′ 12″ N, 1° 32′ 02″ E / 42.3365769395123°N,1.53382983949732°E |           |                     | Modifica les dades a Wikidata |
|        | Cal Perutxo         | Alàs i Cerc      | masia        |         | 42° 19′ 34″ N, 1° 28′ 15″ E / 42.3260184518131°N,1.47081976000249°E |           |                     | Modifica les dades a Wikidata |
|        | Cal Poblador        | Alàs i Cerc      | masia        |         | 42° 20′ 22″ N, 1° 29′ 42″ E / 42.3393786450792°N,1.49498045470921°E |           |                     | Modifica les dades a Wikidata |
|        | Cal Saleta          | Alàs i Cerc      | masia        |         | 42° 20′ 26″ N, 1° 33′ 09″ E / 42.3404975164412°N,1.55249393700313°E |           |                     | Modifica les dades a Wikidata |
|        | Cal Salvador        | Alàs i Cerc      | masia        |         | 42° 21′ 08″ N, 1° 30′ 19″ E / 42.3521758474196°N,1.50529893540345°E |           |                     | Modifica les dades a Wikidata |
|        | Cal Secretari       | Alàs i Cerc      | masia        |         | 42° 20′ 21″ N, 1° 29′ 38″ E / 42.3391229736784°N,1.49402757228903°E |           |                     | Modifica les dades a Wikidata |
|        | Cal Sucarra         | Alàs i Cerc      | masia        |         | 42° 21′ 11″ N, 1° 30′ 17″ E / 42.3529428273811°N,1.50472224155753°E |           |                     | Modifica les dades a Wikidata |
|        | Cal Torner          | Alàs i Cerc      | masia        |         | 42° 20′ 31″ N, 1° 33′ 09″ E / 42.3420555384502°N,1.55249461121321°E |           |                     | Modifica les dades a Wikidata |
|        | Casa Vilanova       | Alàs i Cerc      | masia        |         | 42° 20′ 28″ N, 1° 33′ 10″ E / 42.3410581696086°N,1.55267530506112°E |           |                     | Modifica les dades a Wikidata |
|        | Casa d'en Coll      | Alàs i Cerc      | masia        |         | 42° 19′ 56″ N, 1° 29′ 30″ E / 42.3321849562801°N,1.4917049139455°E  |           |                     | Modifica les dades a Wikidata |
|        | Casa de Vinyoles    | Alàs i Cerc      | masia        |         | 42° 19′ 31″ N, 1° 29′ 03″ E / 42.325215915587°N,1.4842364780799°E   |           |                     | Modifica les dades a Wikidata |
|        | Sagàs               | Alàs i Cerc      | masia        |         | 42° 18′ 03″ N, 1° 27′ 49″ E / 42.3009120211154°N,1.46355411975334°E |           |                     | Modifica les dades a Wikidata |
|        | Sant Miquel         | Alàs i Cerc      | masia        |         | 42° 20′ 37″ N, 1° 30′ 25″ E / 42.343524366203°N,1.506862151889°E    |           |                     | Modifica les dades a Wikidata |
|        | Torre de les Monges | Alàs i Cerc      | masia        |         | 42° 20′ 03″ N, 1° 31′ 32″ E / 42.3342481111594°N,1.52569074256054°E |           |                     | Modifica les dades a Wikidata |
|        | els Xalets          | Alàs i Cerc      | masia        |         | 42° 20′ 06″ N, 1° 30′ 57″ E / 42.3350757762028°N,1.51585157757398°E |           |                     | Modifica les dades a Wikidata |
|        | l'Era del Girau     | Alàs i Cerc      | masia        |         | 42° 20′ 08″ N, 1° 30′ 42″ E / 42.3355180903289°N,1.51176270198165°E |           |                     | Modifica les dades a Wikidata |
|        | la Barceloneta      | Alàs i Cerc Cava | masia        |         | 42° 18′ 39″ N, 1° 34′ 02″ E / 42.310971507543°N,1.5670860720101°E   |           |                     | Modifica les dades a Wikidata |
|        | la Creu             | Alàs i Cerc      | masia        |         | 42° 19′ 23″ N, 1° 29′ 44″ E / 42.3231567708802°N,1.49548858382904°E |           |                     | Modifica les dades a Wikidata |
|        | la Molina de Lletó  | Alàs i Cerc      | masia        |         | 42° 18′ 46″ N, 1° 33′ 44″ E / 42.3128739445308°N,1.56231263608433°E |           |                     | Modifica les dades a Wikidata |

## muntanya
| imatge | Nom                  | Ubicat a                       | instància de | Detalls | coordenades                                                          | Protecció | Commons (més fotos) | Dades a WD                    |
| ------ | -------------------- | ------------------------------ | ------------ | ------- | -------------------------------------------------------------------- | --------- | ------------------- | ----------------------------- |
|        | Cap de la Costa      | Alàs i Cerc la Vansa i Fórnols | muntanya     |         | 42° 17′ 07″ N, 1° 34′ 08″ E / 42.28526306°N,1.56883444°E 2436 msnm   |           |                     | Modifica les dades a Wikidata |
|        | Cap de la Fesa       | Alàs i Cerc la Vansa i Fórnols | muntanya     |         | 42° 16′ 55″ N, 1° 33′ 19″ E / 42.28199722°N,1.55530556°E 2382 msnm   |           | Cap de la Fesa      | Modifica les dades a Wikidata |
|        | Colobret             | Alàs i Cerc                    | muntanya     |         | 42° 19′ 17″ N, 1° 32′ 07″ E / 42.32145278°N,1.5353225°E 1574.1 msnm  |           |                     | Modifica les dades a Wikidata |
|        | Pui de la Bastida    | Alàs i Cerc                    | muntanya     |         | 42° 18′ 37″ N, 1° 28′ 21″ E / 42.3102°N,1.47249°E 1314 msnm          |           | Pui de la Bastida   | Modifica les dades a Wikidata |
|        | Roc de Carbassa      | Alàs i Cerc                    | muntanya     |         | 42° 18′ 14″ N, 1° 29′ 46″ E / 42.30396389°N,1.496175°E 1392 msnm     |           |                     | Modifica les dades a Wikidata |
|        | Roc de la Gralla     | Alàs i Cerc                    | muntanya     |         | 42° 19′ 56″ N, 1° 33′ 53″ E / 42.332275°N,1.56471111°E 1175 msnm     |           |                     | Modifica les dades a Wikidata |
|        | Roc de la Pena       | Alàs i Cerc                    | muntanya     |         | 42° 18′ 14″ N, 1° 29′ 00″ E / 42.30400278°N,1.48327778°E 1095.9 msnm |           |                     | Modifica les dades a Wikidata |
|        | Roc de les Forques   | Alàs i Cerc                    | muntanya     |         | 42° 20′ 54″ N, 1° 32′ 29″ E / 42.34833889°N,1.54151389°E 1162.3 msnm |           |                     | Modifica les dades a Wikidata |
|        | Roc del Majol        | Alàs i Cerc                    | muntanya     |         | 42° 19′ 18″ N, 1° 34′ 01″ E / 42.3217°N,1.56704°E 1277.4 msnm        |           |                     | Modifica les dades a Wikidata |
|        | Tossal de Lletó      | Alàs i Cerc                    | muntanya     |         | 42° 18′ 42″ N, 1° 32′ 35″ E / 42.311767°N,1.542997°E 1631 msnm       |           |                     | Modifica les dades a Wikidata |
|        | Tossal de la Mata    | Alàs i Cerc                    | muntanya     |         | 42° 18′ 08″ N, 1° 34′ 48″ E / 42.3021°N,1.57996°E 1717.1 msnm        |           |                     | Modifica les dades a Wikidata |
|        | Turó Galliner        | Alàs i Cerc                    | muntanya     |         | 42° 19′ 20″ N, 1° 32′ 53″ E / 42.32214167°N,1.54801111°E 1614.2 msnm |           |                     | Modifica les dades a Wikidata |
|        | Turó de Castellassos | Alàs i Cerc                    | muntanya     |         | 42° 18′ 05″ N, 1° 34′ 03″ E / 42.3013475°N,1.5673775°E 1639 msnm     |           |                     | Modifica les dades a Wikidata |
|        | Turó de Porredon     | Ribera d'Urgellet Alàs i Cerc  | muntanya     |         | 42° 19′ 23″ N, 1° 27′ 58″ E / 42.32298611°N,1.46604722°E 1126.6 msnm |           |                     | Modifica les dades a Wikidata |

## serra
| imatge | Nom                 | Ubicat a                      | instància de | Detalls | coordenades                                                          | Protecció | Commons (més fotos) | Dades a WD                    |
| ------ | ------------------- | ----------------------------- | ------------ | ------- | -------------------------------------------------------------------- | --------- | ------------------- | ----------------------------- |
|        | Cantacorbs          | la Seu d'Urgell Alàs i Cerc   | serra        |         | 42° 19′ 41″ N, 1° 27′ 51″ E / 42.3281°N,1.46422°E 951.5 msnm         |           |                     | Modifica les dades a Wikidata |
|        | Serra de Marigues   | Alàs i Cerc Ribera d'Urgellet | serra        |         | 42° 19′ 41″ N, 1° 27′ 51″ E / 42.328075°N,1.46422222°E 1126.6 msnm   |           |                     | Modifica les dades a Wikidata |
|        | la Bedollera        | Alàs i Cerc                   | serra        |         | 42° 19′ 08″ N, 1° 31′ 16″ E / 42.31880861°N,1.52102778°E 1434.8 msnm |           |                     | Modifica les dades a Wikidata |
|        | serra de Maçaners   | Alàs i Cerc Cava              | serra        |         | 42° 18′ 48″ N, 1° 34′ 12″ E / 42.31339167°N,1.56994444°E 1547.5 msnm |           |                     | Modifica les dades a Wikidata |
|        | serra de la Bastida | Alàs i Cerc Ribera d'Urgellet | serra        |         | 42° 19′ 07″ N, 1° 28′ 07″ E / 42.31865306°N,1.468675°E 1314.5 msnm   |           |                     | Modifica les dades a Wikidata |

## Misc
| imatge | Nom                                | Ubicat a                                                                                     | instància de                 | Detalls                                      | coordenades                                                                                       | Protecció                                  | Commons (més fotos) | Dades a WD                    |
| ------ | ---------------------------------- | -------------------------------------------------------------------------------------------- | ---------------------------- | -------------------------------------------- | ------------------------------------------------------------------------------------------------- | ------------------------------------------ | ------------------- | ----------------------------- |
|        | Antiga escola de Vilanova de Banat | Alàs i Cerc                                                                                  | edifici                      | Estil: arquitectura romànica                 | 42° 20′ 29″ N, 1° 33′ 10″ E / 42.34151°N,1.55266°E                                                | bé cultural d'interès local                |                     | Modifica les dades a Wikidata |
|        | Lletó                              | Alàs i Cerc                                                                                  | nucli de població            |                                              | 42° 19′ 03″ N, 1° 32′ 48″ E / 42.31757°N,1.5468°E                                                 |                                            |                     | Modifica les dades a Wikidata |
|        | Segre                              | Catalunya Pirineus Orientals                                                                 | riu curs d'aigua riu aurífer | Desemboca: Ebre Llarg: 265km Conca: 22400km² | 42° 24′ 09″ N, 2° 06′ 30″ E / 42.4025°N,2.1084°E 41° 21′ 48″ N, 0° 18′ 16″ E / 41.3633°N,0.3044°E |                                            | Segre River         | Modifica les dades a Wikidata |
|        | bosc de Sant Miquel                | Alàs i Cerc                                                                                  | bosc                         |                                              | 42° 20′ 25″ N, 1° 30′ 43″ E / 42.34038889°N,1.51186944°E Artedó                                   |                                            |                     | Modifica les dades a Wikidata |
|        | capella de Sant Roc                | Alàs i Cerc                                                                                  | capella                      | Estil: arquitectura popular                  | 42° 18′ 46″ N, 1° 33′ 43″ E / 42.312685°N,1.562045°E                                              | bé integrant del patrimoni cultural català |                     | Modifica les dades a Wikidata |
|        | casa consistorial d'Alàs i Cerc    | Alàs i Cerc                                                                                  | casa consistorial            |                                              | 42° 21′ 07″ N, 1° 30′ 30″ E / 42.35187710493414°N,1.508254317548754°E Alàs                        |                                            | Town hall of Alàs   | Modifica les dades a Wikidata |
|        | collada Ampla                      | Alàs i Cerc                                                                                  | collada                      |                                              | 42° 19′ 11″ N, 1° 32′ 33″ E / 42.3197°N,1.54263°E 1570 msnm                                       |                                            |                     | Modifica les dades a Wikidata |
|        | el Molí                            | Alàs i Cerc                                                                                  | molí d'aigua                 |                                              | 42° 21′ 25″ N, 1° 30′ 46″ E / 42.356820430624°N,1.51272928650899°E                                |                                            |                     | Modifica les dades a Wikidata |
|        | serra del Cadí                     | Cava Josa i Tuixén Saldes Gisclareny Montellà i Martinet Alàs i Cerc la Vansa i Fórnols Bagà | serralada àrea protegida     | Llarg: 22.6km Ample: 8km                     | 42° 17′ 08″ N, 1° 38′ 09″ E / 42.285691°N,1.635761°E                                              |                                            | Serra del Cadí      | Modifica les dades a Wikidata |